# OkayAfrica
OkayAfrica (стилізована як ТакАфрика) — це медіа-платформа, присвячена африканській культурі, музиці та політиці. Заснована у 2011 році Ванесою Врубл та Джінні Сусс як сестринський сайт для «Окейплейєра» Окейплаєра The Roots Questlove, цей сайт став популярним місцем для африканців на континенті та в діаспорі. Сьогодні OkayAfrica — це найбільший вебсайт із США, який фокусується на новій та прогресивній музиці, мистецтві, політиці та культурі з африканського континенту.

## Історія
В інтерв'ю одному журналу віце-президент OkayAfrica Джінні Сусс заявив: «Ми зрозуміли, що в Інтернеті немає місця, яке б послужило центром для всієї нової музики, мистецтва, політики та дивовижної культури, яка формується на континенті, що справді стосується молоді сьогодні. Ми придумали концепцію створення єдиного інтерактивного співтовариства, де нашим основним предметом є нова прогресивна африканська музика, а також культура, кіно, мистецтво та спосіб життя»
OkayAfrica створила цифровий простір для сучасної африканської музики та культури. В інтерв'ю журналу Black Enterprise Magazine, генеральний директор Абіола Оке підкреслює популярність сайтів як ознаку того, що африканська розважальна та музична культура переживає золоту добу в Інтернеті. У віці 34 років його призначили генеральним директором OkayAfrica.
OkayAfrica — один з небагатьох вебсайтів, який концентрує сучасні африканські ритми. OkayAfrica — також організатор подій та продюсер. 29 липня 2016 року OkayAfrica організував Okayafrica: Afrobeat x Afrobeats, концерт, який очолили нігерійська поп-зірка Давідо і башта афробітців в Брукліні «Антибалас» в Lincoln Center Out of Doors, найдовший безкоштовний відкритий фестиваль в Америці. Це вперше в історії африканські музиканти очолили фестиваль.

## 100 жінок
У 2017 OkayAfrica створила платформу для висвітлення 100 видатних африканських жінок. Список публікується щорічно. Список зібраний у десяти категоріях STEM, медіа, музика, література, телебачення та кіно, спорт та оздоровлення, стиль та краса, бізнес та економіка, політика та активізм та мистецтво. Список 2019 року був присвячений молодіжній культурі, і він був оголошений на BAMcafe із участю Moonchild Sanelly. Акцент робився на пошуку жінок, які руйнують власну місцеву культуру, водночас вимагаючи рівного доступу до глобальної сцени.